# Wachau
Wachau (phát âm tiếng Đức: [vaˈxaʊ]) là một thung lũng của Áo với phong cảnh đẹp như tranh vẽ được hình thành bởi sông Danube. Đây là một trong số những điểm du lịch nổi bật nhất tại Hạ Áo nằm giữa các thị trấn Melk và Krems an der Donau và là nơi nổi tiếng về rượu vang. Thung lũng dài khoảng 40 kilômét (25 mi) và được định cư từ thời tiền sử. Một địa điểm nổi tiếng và thu hút khách du lịch là thị trấn Dürnstein là nơi vua Richard I của Anh bị giam cầm bởi công tước Leopold V. Đây là khu vực có kiến trúc tao nhã kết hợp của các tu viện cổ xưa, lâu đài, tàn tích kết hợp với kiến trúc đô thị của các thị trấn, làng mạc kết hợp với các khu vực trồng nho là những điểm nổi bật của thung lũng.
Cảnh quan văn hóa của Wachau được UNESCO công nhận là Di sản thế giới từ năm 2000 bởi kiến trúc lịch sử và cảnh quan nông nghiệp tại đây.

## Di tích lịch sử
Thung lũng là nơi có hơn 5.000 di tích lịch sử. Một số công trình nổi bật trong số đó là Tu viện Melk là một tu viện Biển Đức đồ sộ mang kiến trúc Baroque và tu viện Göttweig, một tu viện pháo đài nằm gần Krems an der Donau. Trong số các lâu đài nổi bật phải kể đến Lâu đài Schallaburg, một công trình mang kiến trúc La Mã với trang trí thời Phục hưng Ý nằm cách tu viện Melk khoảng 4 kilômét (2,5 mi). Cổng tháp Steiner Tor nằm tại Krems an der Donau được xây dựng vào thế kỷ 15 theo phong cách kiến trúc Baroque được coi là một công trình mang tính biểu tượng. Một số địa điểm đáng chú ý khác như thị trấn Dürnstein với lâu đài Dürnstein, tàn tích của Lâu đài Aggstein và các khu vực trồng nho.

## Thư viện hình ảnh

Wachau
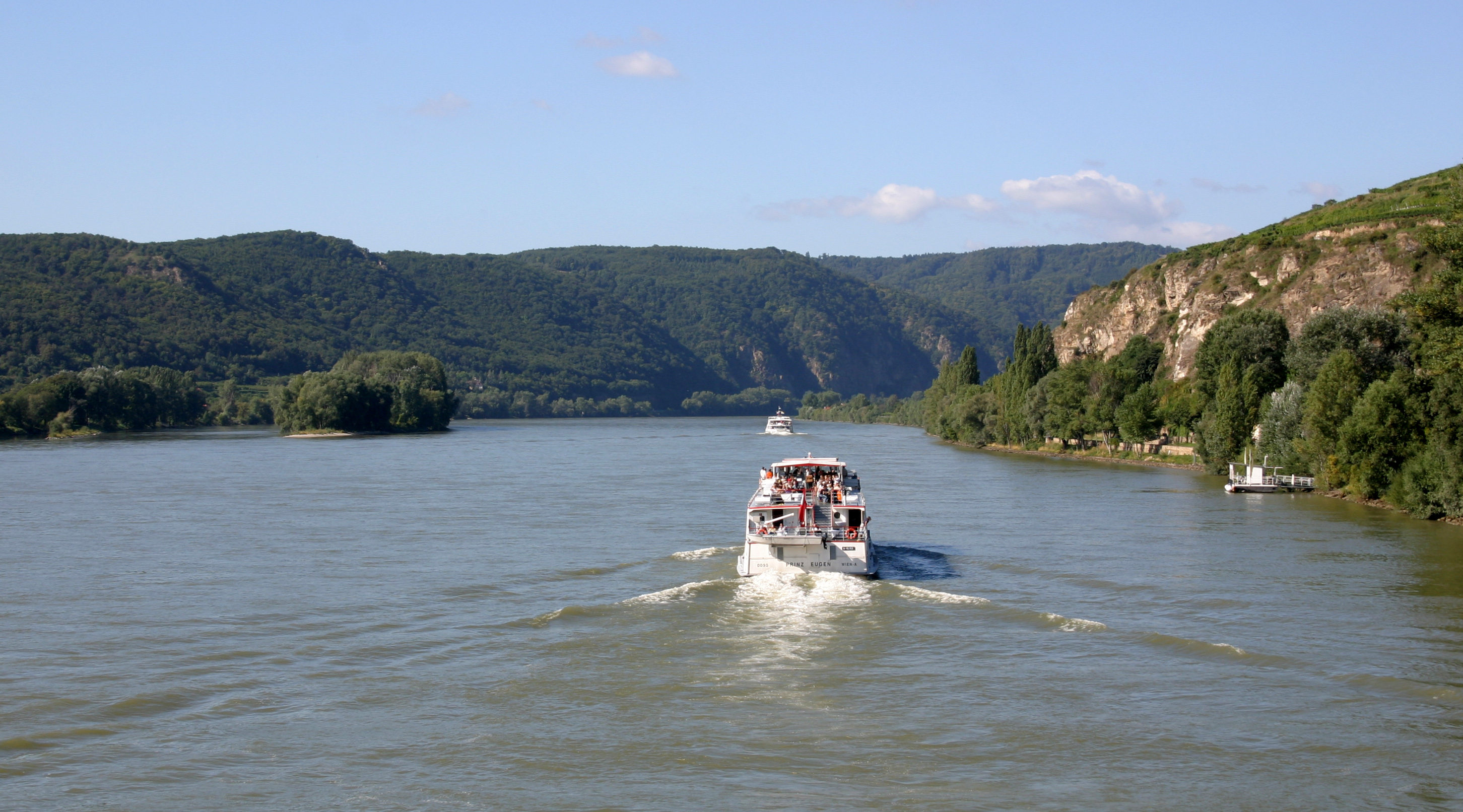
Danube
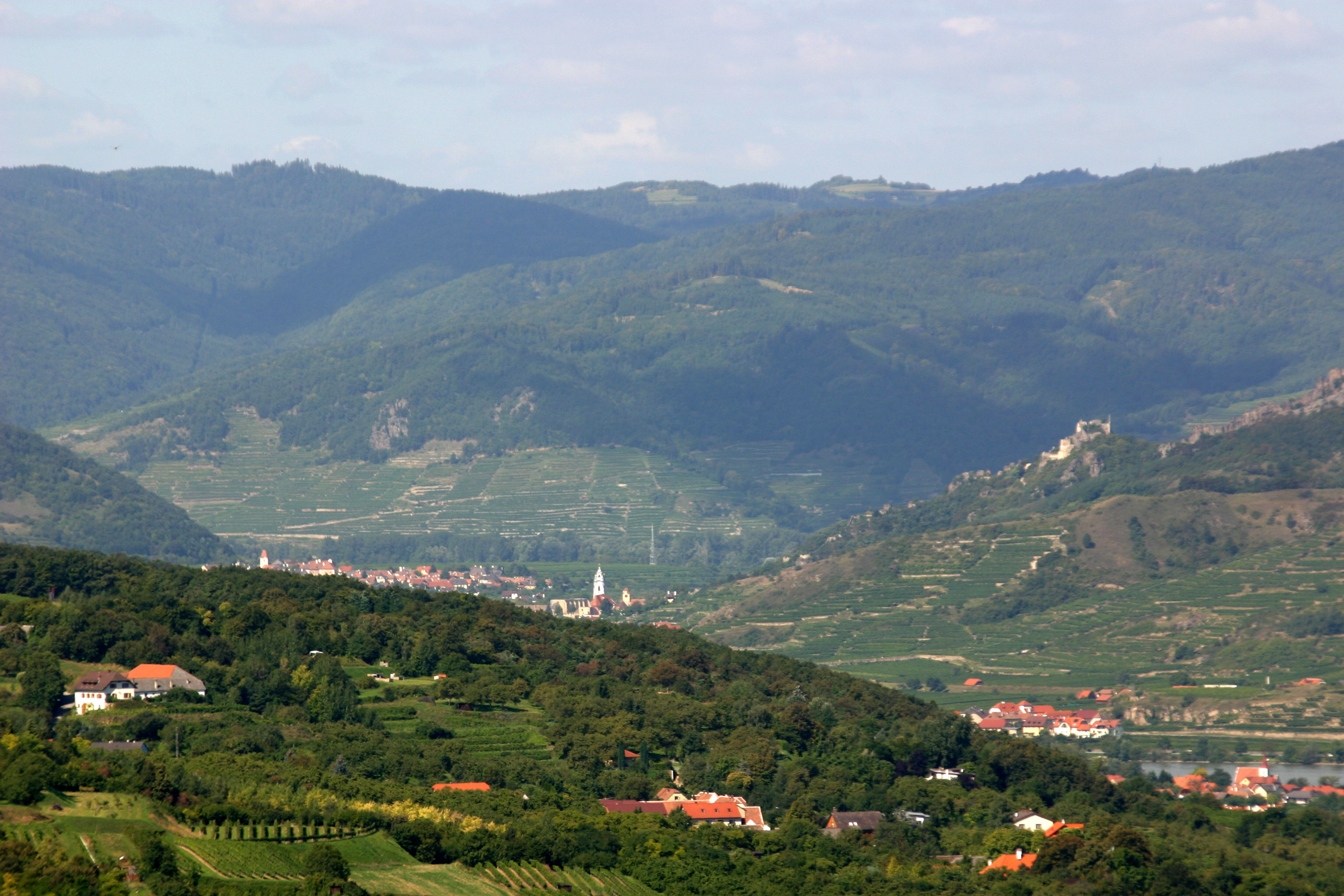
Dürnstein
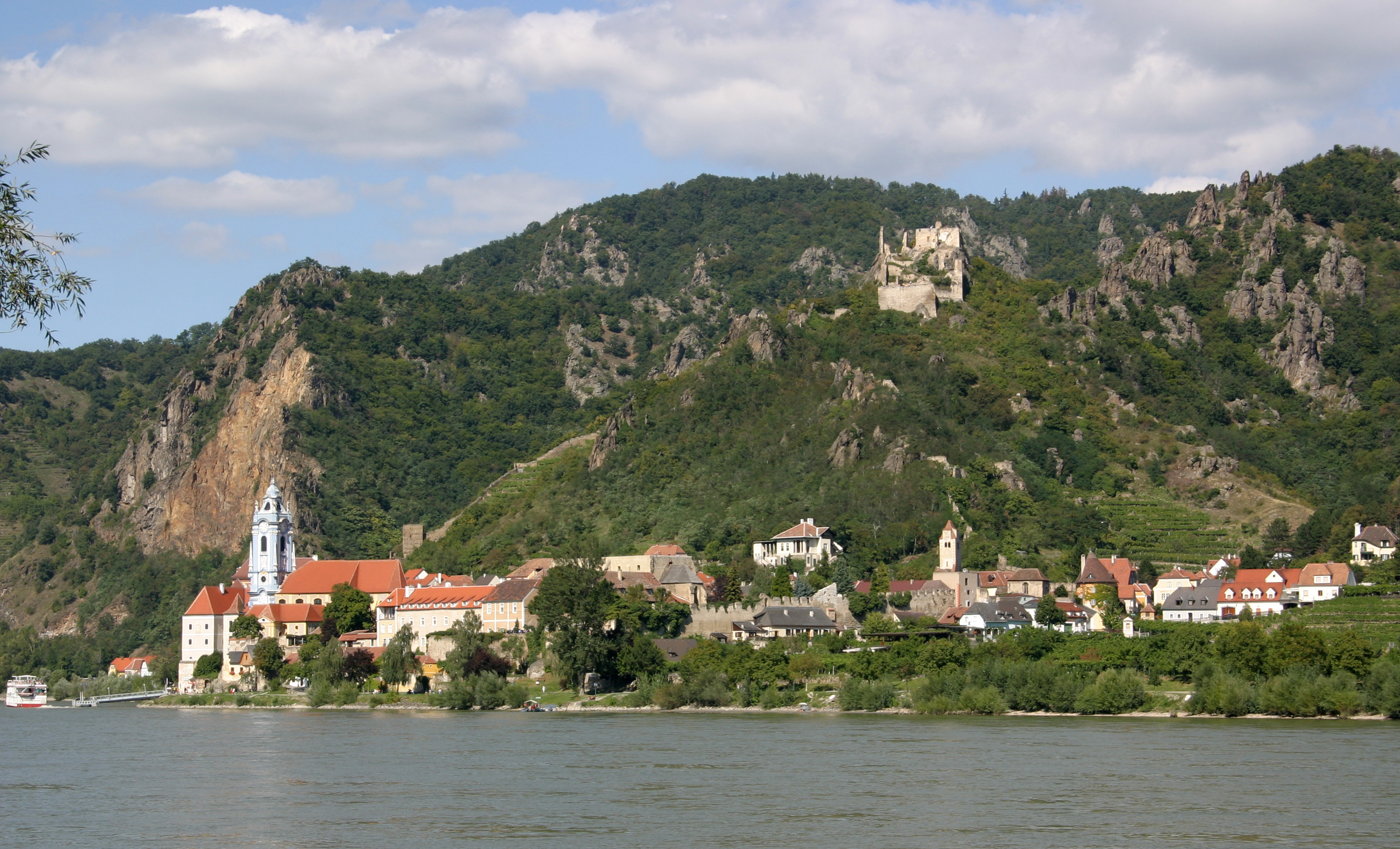
Dürnstein
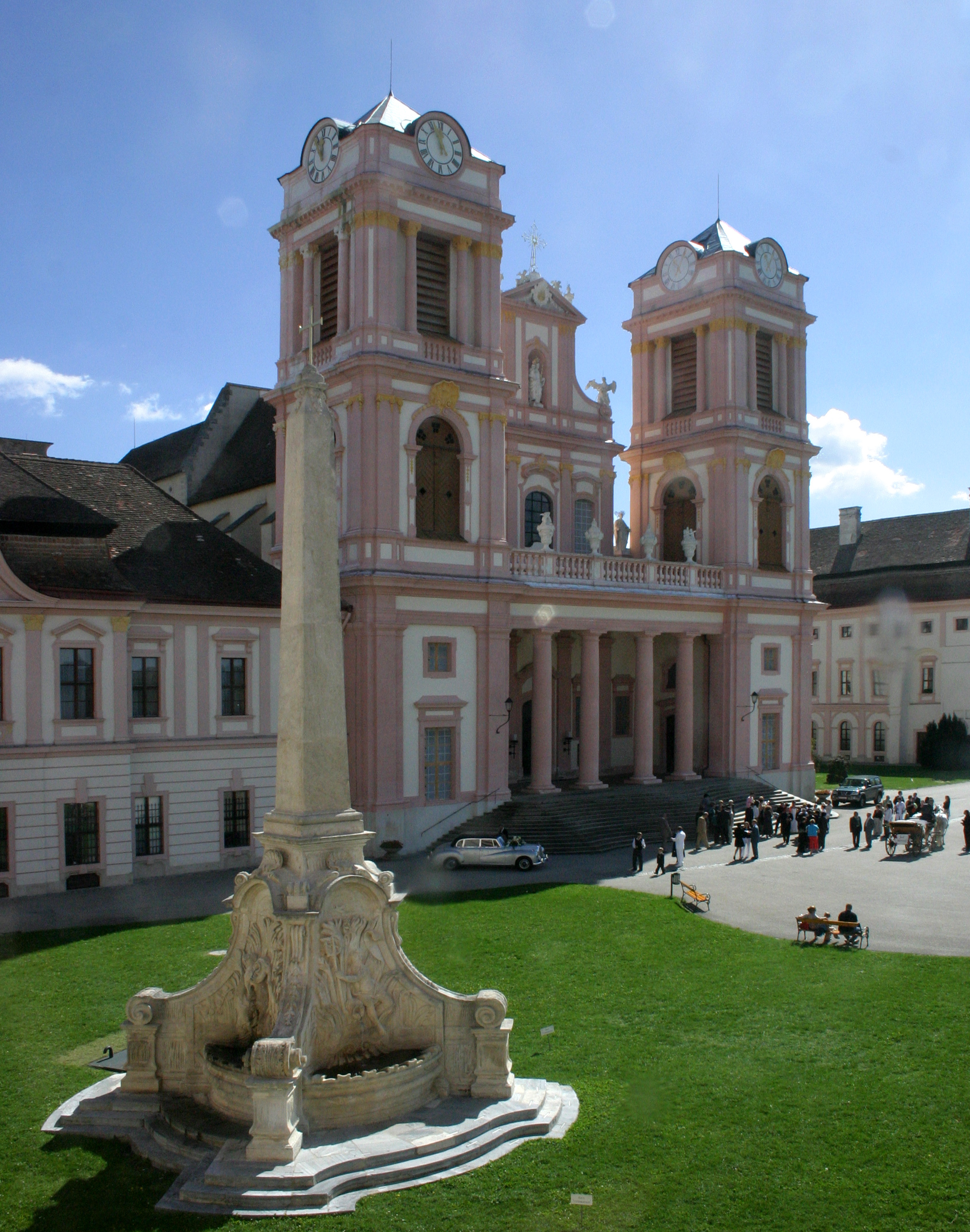
Goettweig
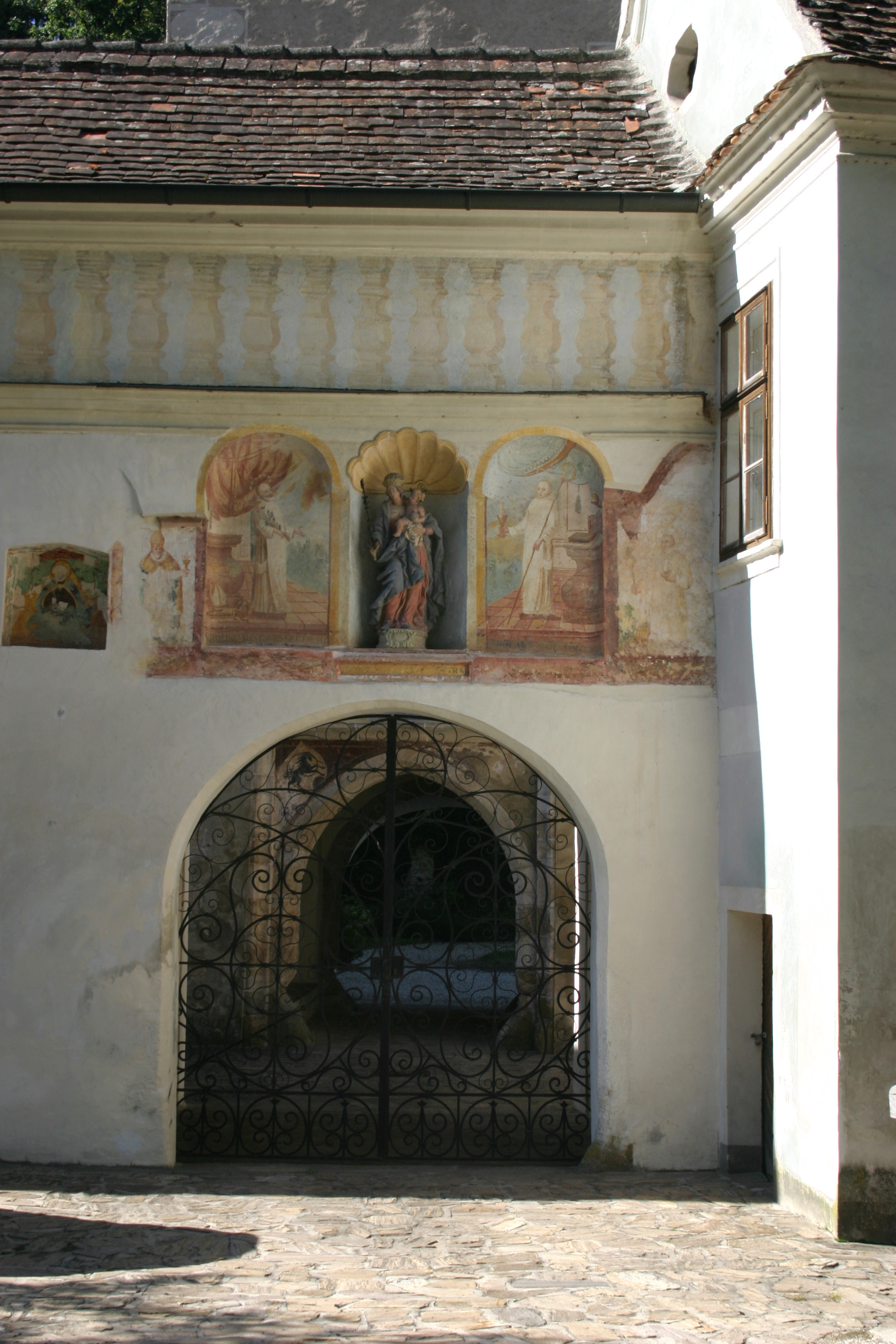
Aggsbach
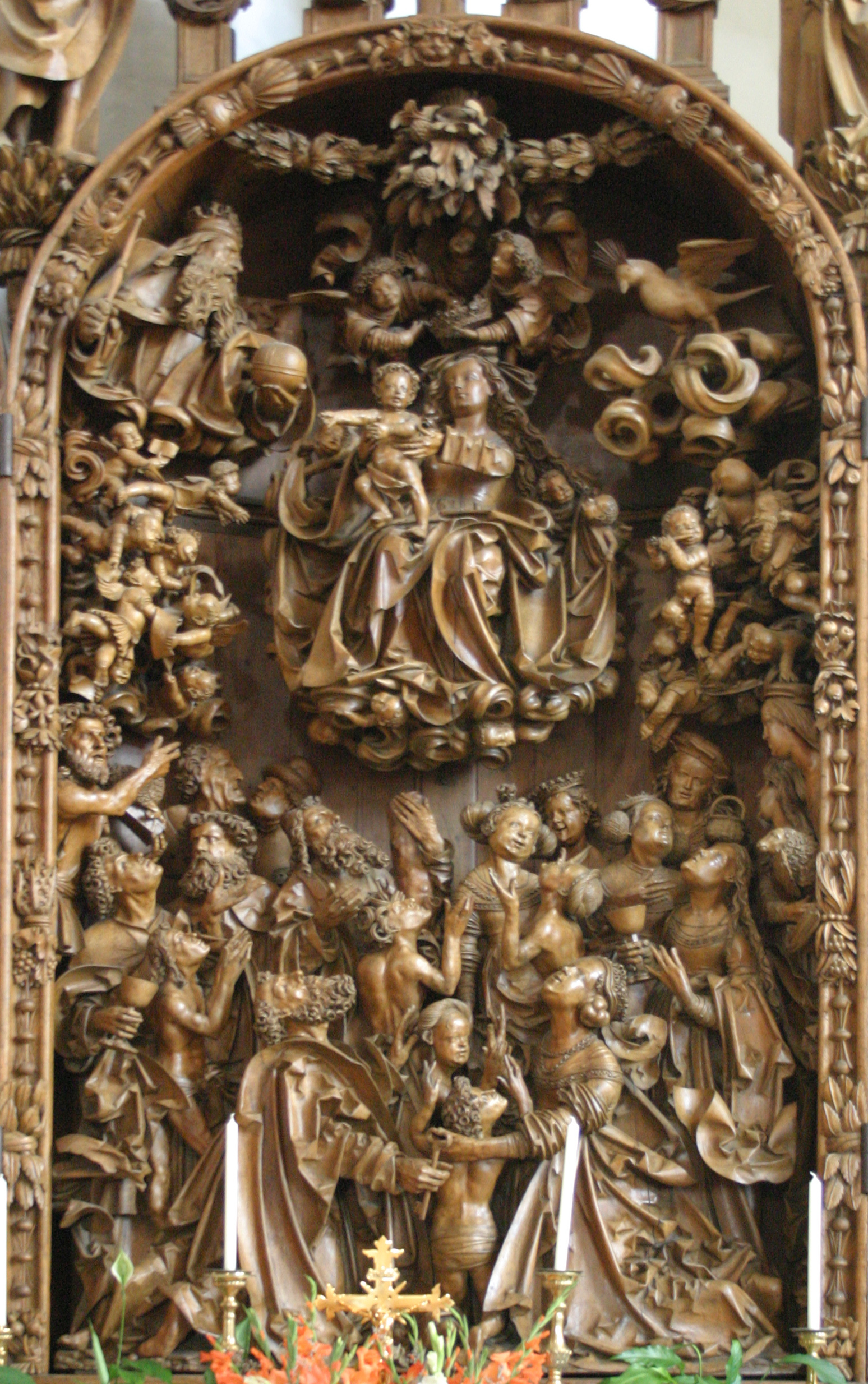
Mauer bei Melk
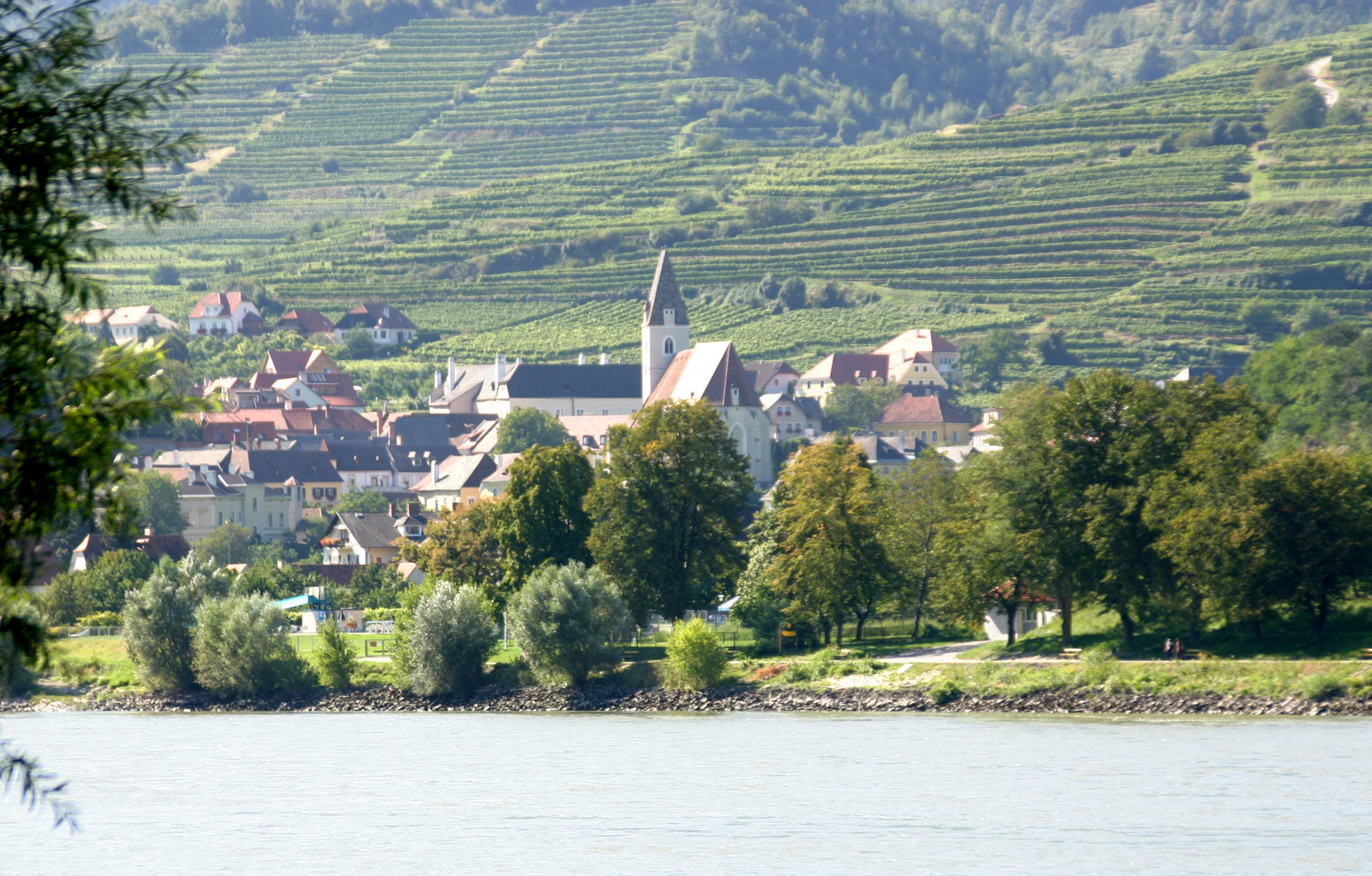
Spitz
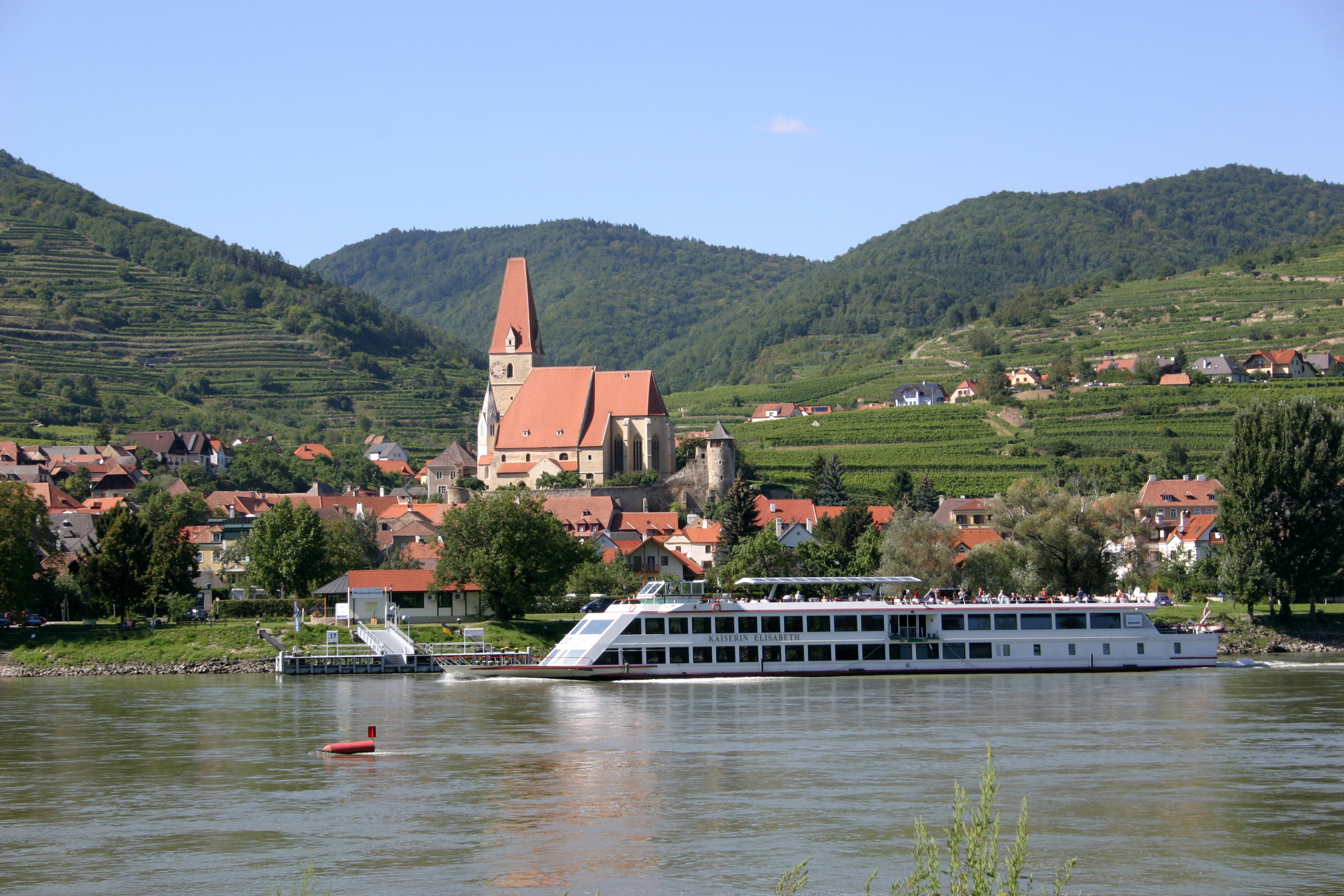
Weissenkirchen